# Ты готов к любви?
Are You Ready for Love? — британская романтическая комедия, режиссёр: Хелен М. Грейс, производство студии Carnaby Films в 2007.

## Сюжет
Фильм повествует о паре американских писателей из Калифорнии, которые в качестве рекламы своей книги Are You Ready for Love?… How to Find Love in Three Days, обещают найти любовь для трех одиноких жителей Лондона всего за три дня.
Люку, Барри и Мелани, не везет в любви, они решают заплатить хорошие деньги, Кэнди и Рэнди, в ответ те обещают им найти вторые половинки.
Люк по его словам, «монстр любовник», ему 38-лет, он стареющая поп звезда. Он часто привлекает противоположный пол своим возрастом и опытом, но лишь на одну ночь. Он отчаянно нуждается в помощи и ищет настоящие отношения.
Барри — 35-летний еврейский стоматолог перфекционист, у него высокие рамки для идеального партнера. Он в последний момент обращается к Кэнди и Рэнди, он пытается избежать от властолюбивой матери.
Мелани — 32-летний фотограф, она безнадежный романтик, ищет того самого ‘единственного’. Она всегда боится ошибиться и выбрать неправильного партнера. Мелани считает, что Кэнди и Рэнди помогут ей найти настоящую любовь.
У этих трех одиноких британцев есть 72 часа, чтобы найти свою любовь, следуя советам, данным в книге. В течение этого трехдневного периода, каждый их шаг снимается на видеокамеру. И в случае успеха этот видео отчет станет рекламой книги, и будет смонтирован в виде телешоу, которое сразу же выйдет после 3 дней эксперимента. 

## В ролях
- Майкл Брэндон — Рэнди
- Эд Бирн — Люк
- Энди Нюман — Бэрри Шнайдер
- Люси Панч — Мелани
- Ли Циммерман — Кэнди
- Люси Лимэн — Рейчел
- Крейг Келли — Лео
- Элизабет Беррингтон — Дебби
- Дениз Ван Аутен — Рита
- Люси Денни — Бекки
- Джоди Марш — Манди
- Нил Ньюбон — Роб
- Олег Федоров — Лионель
- Джульетт Каплан — Мать Барри
- Дин Дэвис — Боред
- Джереми Свифт — Джеймс
- Лауретта Льюис — Джилл
- Анна Экклстон — партнёрша Ли

## Награды
- Победитель: приз зрительских симпатий (Кардифф кинофестиваль 2006).
- Победитель: Лучший Сценарий, Лучшая Режиссура, Лучший Актерский Состав (Международный Кинофестиваль В Монако-2006).
- Screened in California (Calabasas Method Fest Film Festival, 2007).

## Создание
Съемки фильма Are You Ready For Love? начались в сентябре 2005 года после 4 недель стадии препрадкшена. Фильм был полностью снят в Лондоне в течение 5 недель, съемки происходили близ знаменитых памятников Лондона, также на улицах Сохо, Централ Холл в Вестминстере, Хэмпстед-Хит, каток Стритам и на Южном берегу.
Фильм включает в себя последовательные эпизоды из быстрых знакомств, которые происходит на борту лодки Дикси Куин на реке Темза у Тауэрского моста. Мост, во время съемок, был поднят, чтобы лодка смогла пройти.
Также фильм включает себя сцены, снятые в домах главных героев и на их рабочих местах, откуда открывались панорамы на такие места и здания, как Ветеринарная лечебница в Барнс, музыкальная студия в Майда-Вейл, издательство возле Гринвича, а также другие потрясающие панорамные виды на город.
Съемки фильма закончились 24 октября 2005 года и фильм находился в стадии в постпродакшн до конца марта 2006 года.
Are You Ready for Love? был выпущен на DVD компанией Sony 9 февраля 2009.